# كيني وليامز (كرة سلة)
كيني وليامز (بالإنجليزية: Kenny Williams)‏ مواليد 9 يونيو 1969 في إليزابيث سيتي، هو لاعب كرة سلة أمريكي معتزل. بدأ مسيرته الاحترافية في سنة 1990. تم اختياره من قبل فريق إنديانا بايسرز خلال الدرافت. حمل الرقم 44. يبلغ طوله 6 قدم 9 بوصة (2.1 م). اعتزل اللعب في 2006. أحرز خلال مسيرته في الإن بي إيه 1247 نقطة بمعدل 4.8 نقاط في المباراة الواحدة.

## روابط خارجية
- كيني وليامز على موقع إن بي أي (الإنجليزية)
- كيني وليامز على موقع سبورتس رفرنس (الإنجليزية)
- كيني وليامز على موقع كرة السلة الأوروبية.كوم (الإنجليزية)
- كيني وليامز على موقع ريلجم (الإنجليزية)
- كيني وليامز على موقع بروبوليرز (الإنجليزية)
- كيني وليامز على موقع سبورتس رفرنس (الإنجليزية)